# Spragueia
Spragueia is een geslacht van vlinders van de familie Uilen (Noctuidae), uit de onderfamilie Acontiinae.

## Soorten
- S. creton Schaus, 1923
- S. dama Guenée, 1952
- S. felina Herrich-Schäffer, 1868
- S. funeralis Grote, 1881
- S. grana Dognin, 1897
- S. guttata Grote, 1875
- S. inversa Schaus, 1904
- S. jaguaralis Hampson, 1910
- S. leo Guenée, 1852
- S. magnifica Grote, 1882
- S. obatra Morrison, 1875
- S. onagrus Guenée, 1852
- S. plumbeata Schaus, 1923
- S. turca Köhler, 1979